# Оливейра, Алан
Алан Фонталис Кардозо Оливейра (порт.-браз. Alan Fonteles Cardoso Oliveira; 21 августа 1992, Мараба, штат Пара, Бразилия) — бегун-паралимпиец из Бразилии, выступающий на спринтерских дистанциях в категории T44. У Оливейры ампутированы обе ноги ниже колен, что классифицируется как T43; спортсмены этой категории выступают вместе со спортсменами категории T44 (ампутация одной ноги ниже колена)

## Биография
Родился в городе Мараба. В возрасте 21 дня, обе его ноги были ампутированы по причине сепсиса вызванного кишечной инфекцией. В восемь лет он начал принимать участие в легкоатлетических соревнованиях. Поначалу Оливейра бегал на деревянных протезах, и в возрасте 13 лет начал участвовать в забегах в Бразилии. В 15 лет, незадолго до отбора на свои первые паралимпийские игры в Пекине, начал использовать протезы из углеродного волокна.

## Спортивные достижения
На Паралимпийских играх в Пекине в 2008 году Оливейра, в составе бразильской сборной, выиграл серебряную медаль в эстафете 4 × 100 метров в категории T42-T46, при этом он не сумел занять призовое место в индивидуальном забеге на 200 метром. На Паралимпийских играх 2012 года в Лондоне он выиграл золотую медаль на дистанции 200 метров, опередив на последних метрах Оскара Писториуса, считавшегося фаворитом данного забега. Сразу после забега Писториус начал полемику по поводу использовавшихся Оливейрой протезов, утверждая, что они слишком высокие, и искусственно увеличивают длину шага, как результат, давая ему несправедливое преимущество. Однако жалоба Писториуса была отклонена Международным паралимпийским комитетом, так как, по заявлению МПК, все спортсмены были измерены перед забегом, и все протезы соответствовали регламенту.